# Purworejo (Belitang II)
Purworejo is een bestuurslaag in het regentschap Ogan Komering Ulu van de provincie Zuid-Sumatra, Indonesië. Purworejo telt 908 inwoners (volkstelling 2010).